# Ovidiu Savin
Ovidiu Savin (1 de janeiro de 1977) é um matemático romeno, que trabalha com equações diferenciais parciais.

## Formação e carreira
Savin obteve um Ph.D. em matemática em 2003 na Universidade do Texas em Austin, orientado por Luis Caffarelli. É professor de matemática da Universidade Columbia
Savin é conhecido principalmente por seu trabalho fundamental sobre a conjectura de Ennio de Giorgi sobre soluções globais para certas equações semilineares, que ele provou até a dimensão 8. Deve-se notar que a conjectura acaba sendo falsa em dimensões superiores, como provado por Manuel del Pino, Michał Kowalczyk e Juncheng Wei.

## Reconhecimentos
Savin ganhou uma medalha de ouro com uma pontuação perfeita na Olimpíada Internacional de Matemática de 1995. Como estudante de graduação na Universidade de Pittsburgh em 1997, Savin foi membro da William Lowell Putnam Mathematical Competition.
Foi palestrante convidado do Congresso Internacional de Matemáticos em Madrid (2006: Symmetry of entire solutions for a class of semilinear elliptic equations). Recebeu a Medalha Stampacchia de 2012.